# 印第安纳大学山地人队
印第安纳大学山地人队（英語：Indiana Hoosiers）代表印第安纳大学布卢明顿分校参加国家大学体育协会（NCAA）第一级别的22项体育赛事，自1899年起便是大十联盟的成员之一。学校的代表色为绯红色与奶油色。
印第安纳大学的男子篮球队尤为知名，曾五夺NCAA全国冠军，其中1976年以全胜战绩夺冠，是史上最后一支保持不败战绩的NCAA男篮冠军。

## 全国冠军
印第安纳大学校史上获得过24次NCAA全国冠军头衔：
- 男子（24次）
  - 篮球（5次）：1940年、1953年、1976年、1981年、1987年
  - 越野（3次）：1938年、1940年、1942年
  - 室外田径（1次）：1932年
  - 足球（8次）：1982年、1983年、1988年、1998年、1999年、2003年、2004年、2012年
  - 游泳（6次）：1968年、1969年、1970年、1971年、1972年、1973年
  - 摔跤（1次）：1932年（非官方）

以下为非经NCAA背书的全国冠军：
- 女子
  - 网球（AIAW）：1982年